# Frère Antoine
Frère Antoine est un des plus célèbres maîtres brasseurs trappistes de Belgique.
Antoine Raaijmakers est né le à Bergen Op Zoom (Pays-Bas) le lundi 21 janvier 1929.
Il intègre l'abbaye de Rochefort en tant que moine en novembre 1952 et commence à travailler à la brasserie en 1956. En 1976, il succède à frère Paul en tant que maître-brasseur et officie jusqu'en 1997. En 1997, frère Pierre prend sa relève et frère Antoine (néerlandophone) se retire provisoirement à l'abbaye d'Achel où il occupe la charge de portier.
Cependant, il reprend bientôt du service à la brasserie d'Achel lorsque frère Thomas (célèbre brasseur de l'abbaye de Westmalle), chargé du développement des bières d'Achel, est contraint d'arrêter ses occupations brassicoles pour raisons de santé.
Frère Antoine est le créateur de la Triple d'Achel (8 %). Les autres bières d'Achel ayant étant créées par frère Thomas.
Il est décédé le 13 septembre 2024, à l'âge de 95 ans. Il repose au cimetière de l'abbaye de Rochefort.